# Маклейн (округ, Північна Дакота)
Шаблон:StateAbbr_ 47°37′ пн. ш. 101°19′ зх. д. / 47.61° пн. ш. 101.32° зх. д.
Округ Маклейн (англ. McLean County) — округ (графство) у штаті Північна Дакота, США. Ідентифікатор округу 38055.

## Історія
Округ утворений 1883 року.

## Демографія
За даними перепису
2000 року
загальне населення округу становило 9311 осіб, усе сільське.
Серед мешканців округу чоловіків було 4614, а жінок — 4697. В окрузі було 3815 домогосподарств, 2711 родин, які мешкали в 5264 будинках.
Середній розмір родини становив 2,88.
Віковий розподіл населення поданий у таблиці:
| Стать    | До 15 років | 15-21 | 22-29 | 30-39 | 40-49 | 50-65 | 65-85 | Понад 85 |
| -------- | ----------- | ----- | ----- | ----- | ----- | ----- | ----- | -------- |
| Чоловіки | 843         | 444   | 255   | 493   | 834   | 900   | 740   | 105      |
| Жінки    | 847         | 388   | 244   | 504   | 807   | 852   | 868   | 187      |

## Суміжні округи
- Ворд — північ
- Макгенрі — північний схід
- Шерідан — схід
- Берлі — південний схід
- Олівер — південь
- Мерсер — південний захід
- Данн — захід
- Маунтрейл — північний захід

## Виноски
1. ↑  US Decennial Census. US Census Bureau. Архів оригіналу за 26 квітня 2015. Процитовано 1 лютого 2015.
2. ↑  Historical Census Browser. University of Virginia Library. Архів оригіналу за 11 серпня 2012. Процитовано 1 лютого 2015.
3. ↑  Forstall, Richard L., ред. (20 квітня 1995). Population of Counties by Decennial Census: 1900 to 1990. US Census Bureau. Архів оригіналу за 5 березня 2015. Процитовано 1 лютого 2015.
4. ↑  Census 2000 PHC-T-4. Ranking Tables for Counties: 1990 and 2000 (PDF). US Census Bureau. 2 квітня 2001. Архів оригіналу (PDF) за 18 грудня 2014. Процитовано 1 лютого 2015.
5. ↑  State & County QuickFacts. Бюро перепису населення США. Архів оригіналу за 7 червня 2011. Процитовано 1 листопада 2013.(англ.) Наведено за англійською вікіпедією.
6. ↑  American FactFinder. Бюро перепису населення США. Архів оригіналу за 26 лютого 2012. Процитовано 31 січня 2008.

| США | Це незавершена стаття з географії США. Ви можете допомогти проєкту, виправивши або дописавши її. |